# 徐志雲
徐志雲（1982年—），台灣同志運動者，金門人，精神科專科醫師、兒童青少年精神科專科醫師，現為衛福部金門醫院精神科主治醫師、台大醫院精神醫學部兼任主治醫師，曾任台灣同志諮詢熱線協會理事長。

## 生平
徐志雲的父親為退役榮民，母親則是菜販，他以公費生進入臺北醫學大學醫學系就讀。曾獲全國學生文學獎、國科會科普寫作獎、科博館「人與自然」科普寫作獎 。醫學院期間徐志雲開始在同志諮詢熱線當志工，畢業後選擇精神科，並在台大醫院開設全國首創的「同志諮詢門診」，提供多元性別、性少數族群及其親友諮詢與醫療服務。2017至2021年，徐志雲擔任台灣同志諮詢熱線協會理事長， 推動台灣同志運動，於立法院「同性婚姻法制化」公聽會發言力挺婚姻平權，並為行政院性別平等會撰寫《多元性別權益保障種子訓練教材》。

## 著作
- 《讓傷痕說話：一位精神科醫師遇見的那些彩虹人生》（2018，遠流，ISBN 9789573283706）
- 《衛生福利部心理衛生專輯(09)—睡眠與精神健康》（陳錫中、徐志雲合著，2015，衛生福利部，ISBN 9789860453928）
- 《醫學地圖：病理生理學（Medmaps for Pathophysiology）》（徐志雲、鄭啟桐合譯，2009，合記圖書出版社，ISBN 9789861265599）
- 《細胞與分子生物學基本概念第二版（High-yield: Cell and Molecular Biology, second edition）》（鄭啟桐、徐志雲合譯，2009，合記圖書出版社，ISBN 9789861265575）